# Literatura infantil

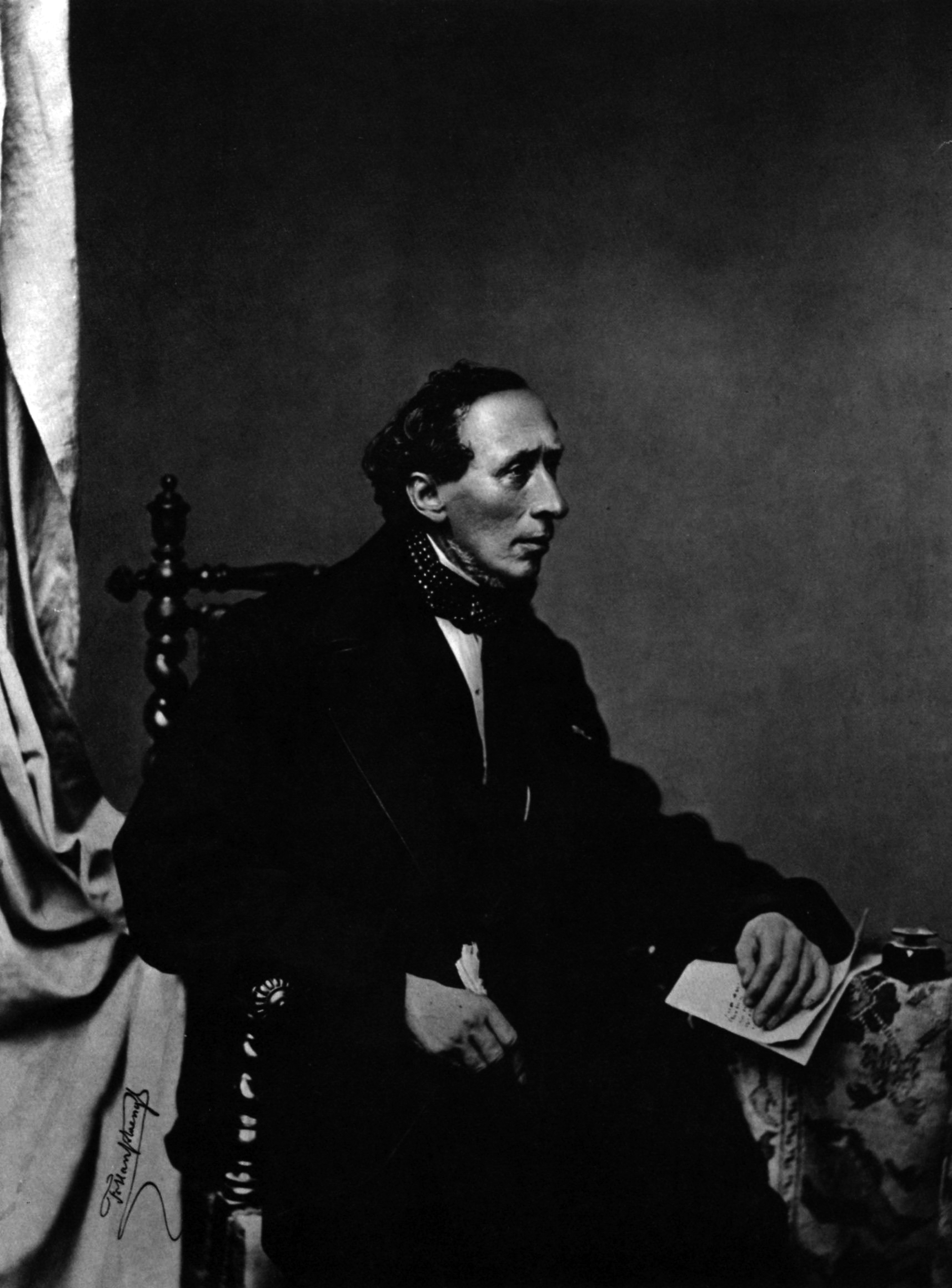
Hans Christian Andersen

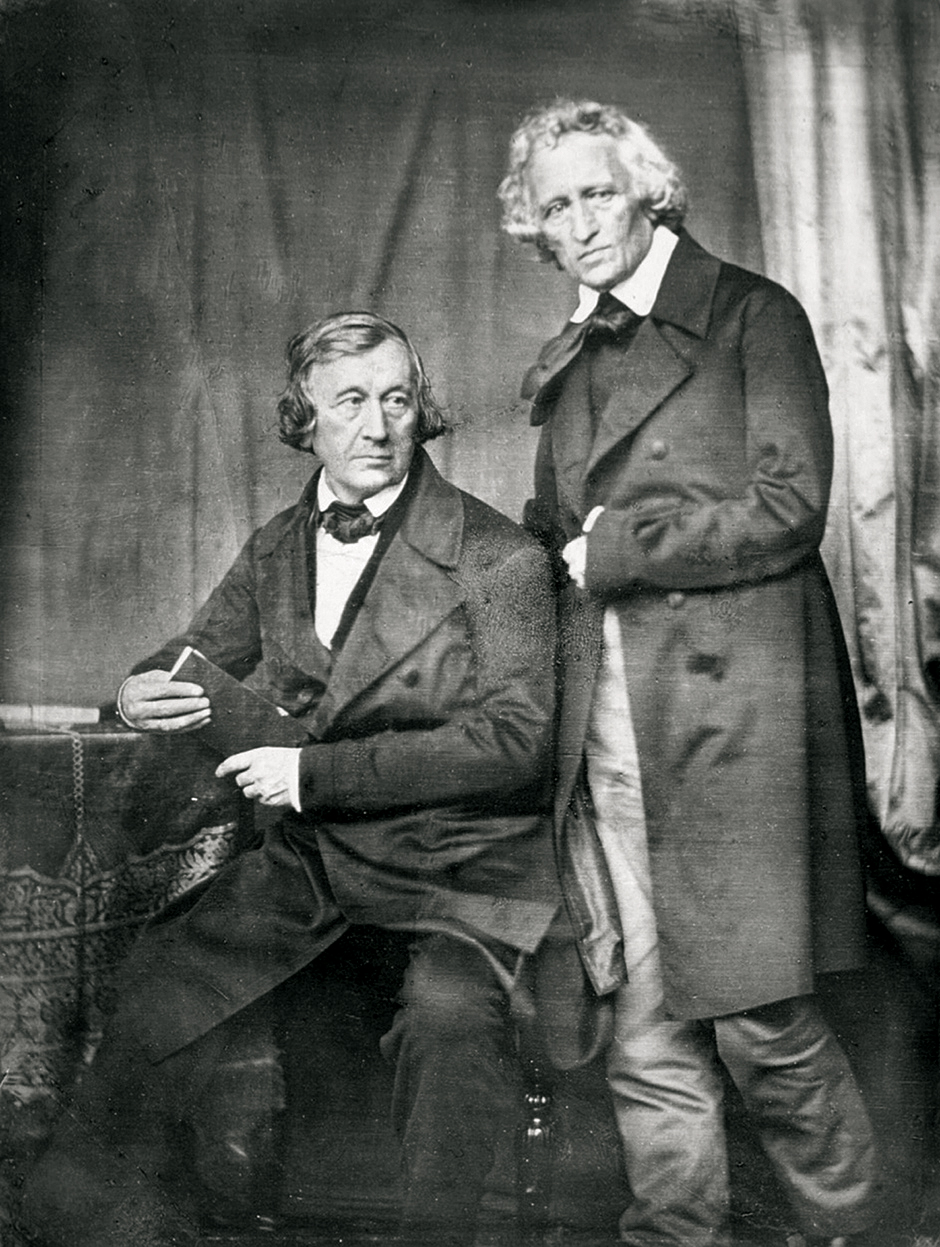
Hermanos Grimm

Se entiende por literatura infantil la literatura dirigida hacia el lector infantil, es decir, el conjunto de textos literarios que la sociedad ha considerado aptos para los más pequeños porque estos la pueden entender y disfrutar, al igual que todos los textos adoptados por los lectores más jóvenes como propios, pero que en origen se escribieron pensando en lectores adultos (por ejemplo Los viajes de Gulliver, La isla del tesoro, El libro de la selva, o Platero y yo). Se puede definir, entonces, a la literatura infantil como aquella que también leen niños.
La literatura infantil es la expresión escrita de la creatividad con un toque artístico .También está compuesta principalmente por los cuentos ,los mismos son narraciones con personajes estereotipados como recurso de representación social que presentan aspectos de la vida real y por eso es tan importante.
Estimula potencialmente el pensamiento, el vocabulario, la discriminación auditiva, la formación de juicio, el crecimiento de los procesos básicos de aprendizaje (atención, memoria, concentración, habituación a la tarea, motivación, etc)  Hacer comentarios y preguntas sobre un cuento, observar e interpretar imágenes influyen en el proceso de aprendizaje de la lecto-escritura. Los cuentos infantiles tienen elementos únicos que hacen de ellos una herramienta pedagógica excepcional y divertida. Se representa la literatura infantil como una expresión cultural y del lenguaje.
La literatura infantil es principalmente una fuente de placer, pero también es un medio para enriquecer la experiencia de cada niño al utilizarla como herramienta para potenciar su imaginación y creatividad a partir de las lecturas de obras artísticas de ficción. Así también adoptan el hábito de la lectura por medio del acercamiento a los libros estimulando la creación de criterios de preferencia en la elección de las obras literarias, desarrollando un canon personal en cada uno. La literatura infantil es un instrumento didáctico importante para el desarrollo de las habilidades lingüísticas y de los procesos cognitivos superiores.

## Definición de literatura infantil
El concepto de literatura infantil ha hecho correr mucha tinta desde los inicios de la literatura científica sobre este género. Juan Cervera Borrás, incluyó en su definición el corpus que se estaba utilizando para la investigación en LIJ y así, concibieron la definición integradora, en la que se incluía prácticamente todo lo que en algún momento se podía haber llamado literatura: "En ella se integran todas las manifestaciones y actividades que tienen como base la palabra con finalidad artística o lúdica que interesen al niño, han preferido una definición que se ajustara a las características formales que presenta la LIJ. Pero los críticos aducen que las características formales no son inmutables y que lo que en una época se consideraba LIJ, puede no serlo en otra. Por otra parte, algunos rasgos como “sencillez” resultan difíciles de definir ya que una sencillez formal puede no corresponderse con una sencillez conceptual y viceversa.
Juan Cervera en su publicación "En torno a la literatura infantil", menciona que existe una visión en alza de la literatura infantil que se caracteriza por su afán de globalización. Según esta concepción, bajo el nombre de literatura infantil deben acogerse todas las producciones que tienen como vehículo la palabra con un toque artístico o creativo y como receptor al niño. A su vez Marisa Bortolussi, reconoce como literatura infantil «la obra estética destinada a un público infantil».
También existe una serie de ensayos que con mayor o menor fortuna, niegan la propia existencia de la LIJ. En España son famosas las declaraciones de Rafael Sánchez Ferlosio, aunque no han tenido un sustento sólido en la investigación académica. En el ámbito anglosajón, la obra emblemática de Jacqueline Rose ha tenido algunos seguidores ya que, en vez de la apreciación simplista de que la literatura no requiere apellidos, también añade la paradoja de que la LIJ se escribe para niños por adultos que imaginan estos niños que se configuran como constructos de los mismos adultos.
La línea que parece tener mayor aceptación es la de considerar que, siguiendo los postulados del posestructuralismo, la literatura se define sobre todo por su uso y su consideración social. Es decir, la literatura es aquello que las instituciones consideran literatura. Se debería añadir la importancia de las obras que dan importancia al lector como las de o la Estética de la recepción. Desde este punto de vista la LIJ es aquella literatura que se dirige a un lector infantil.
Xavier Mínguez realiza una síntesis de estas aportaciones y establece una definición basada en un triángulo en cuyo principal vértice estaría la literatura, en otro el lector modelo (el/la niño/a) y en otro la función educativa, principalmente, la función que ejerce la LIJ en la educación literaria de niños y jóvenes. Descarta las definiciones formalistas, las integradoras y, evidentemente, también la negación de su existencia.
Esta definición es más restrictiva ya que no incluye la literatura ganada, es decir, la literatura no dirigida inicialmente a los niños pero que tradicionalmente se ha considerado como tal. Tampoco incluye la literatura de base oral ya que tampoco era escrita necesariamente para un público infantil. Este autor incluye estas obras, junto con otras como los dibujos animados, dentro de los ámbitos de estudio de la literatura infantil.
Sin embargo no es hasta la llegada de Charles Dickens (1812-1870) que se nombra la literatura infantil como tal y se relaciona de manera profunda con el inicio de un concepto de infancia y de derechos infantiles.

## Historia

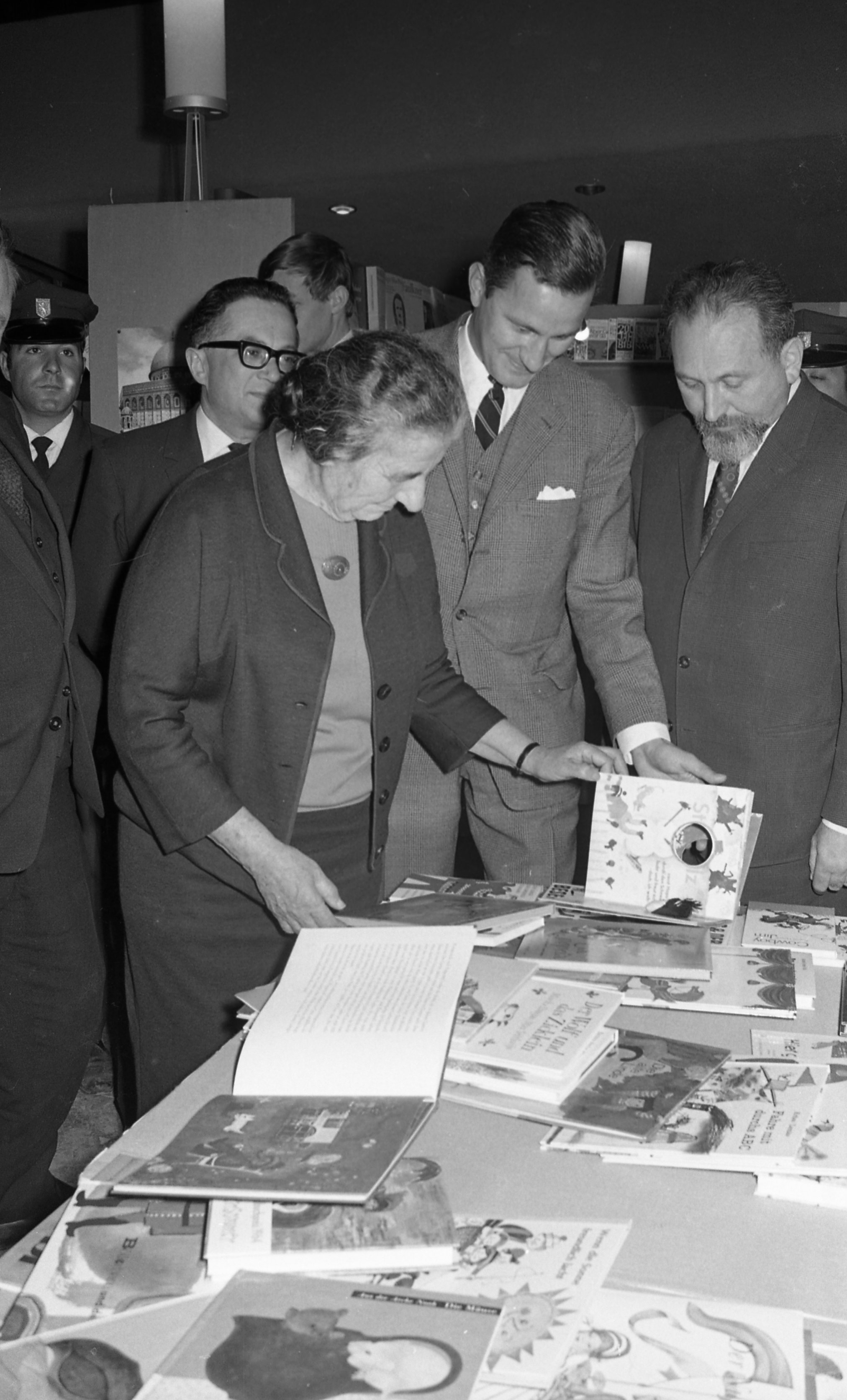
Primera ministra de Israel, Golda Meir, viendo las novedades de literatura infantil en la feria internacional del libro, Jerusalén 1969

La crítica literaria moderna considera esencial el carácter de "literatura" dentro de este tipo de escritos, por lo que hoy se excluye, de la producción actual los textos básicamente morales o educativos, aunque todavía siguen primando estos conceptos en toda la LIJ dado el contexto educativo en el que se desarrolla su lectura. Esta es una concepción muy reciente y casi inédita en la Historia de la Literatura.
La literatura para niños ha pasado de ser una gran desconocida en el mundo editorial a acaparar la atención del mundo del libro, donde es enorme su producción, el aumento del número de premios literarios de LIJ y el volumen de beneficios que genera. Esto se debe en gran parte al asentamiento de la concepción de la infancia como una etapa del desarrollo humano propia y específica, es decir, la idea de que los niños no son, ni adultos en pequeño, ni adultos con minusvalía, se ha hecho extensiva en la mayoría de las sociedades, por lo que la necesidad de desarrollar una literatura dirigida y legible hacia y por dicho público se hace cada vez mayor.
La concepción de infancia o niñez, no emerge en las sociedades hasta la llegada de la Edad Moderna y no se generaliza hasta finales del siglo XIX. En la Edad Media no existía una noción de la infancia como periodo diferenciado y necesitado de obras específicas, por lo que no existe tampoco, propiamente, una literatura infantil. Eso no significa que los menores no tuvieran experiencia literaria, sino que esta no se definía en términos diferenciados de la experiencia adulta. Dado el acaparamiento del saber y la cultura por parte del clero y otros estamentos, las escasas obras leídas por el pueblo pretendían inculcar valores e impartir dogma, por lo que la figura del libro como vehículo didáctico está presente durante toda la Edad Media y parte del Renacimiento. Dentro de los libros leídos por los niños de dicha época podemos encontrar los bestiarios, abecedarios o silabarios. Se podrían incluir en estas obras algunas de corte clásico, como las fábulas de Esopo en las que, al existir animales personificados, eran orientadas hacia este público.
Llegado el siglo XVII, el panorama comienza a cambiar y son cada vez más las obras que versan sobre fantasía, siendo un fiel reflejo de los mitos, leyendas y cuentos, propios de la trasmisión oral, que ha ido recopilando el saber de la cultura popular mediante la narración de estas, por parte de las viejas generaciones a las generaciones infantiles. Además de escribir estas obras o cuentos, destacan en Francia autores como Jean de La Fontaine y Jean-Pierre Claris de Florian con sus Fábulas, Charles Perrault con sus cuentos de hadas, François Fénelon con su novela bizantina Telémaco o Madame Leprince de Beaumont con su Almacén de los niños (1757), donde aparece por vez primera el tema de La bella y la bestia. Siguiendo a La Fontaine y a sus modelos Esopo y Fedro, destacan los fabulistas españoles Félix María de Samaniego o Tomás de Iriarte en el XVIII, y muchos otros en el XIX, en especial Juan Eugenio Hartzenbusch; la fábula se pone de moda en todo el mundo desde el siglo XVIII. En esta época, además, ocurren dos acontecimientos trascendentes para la que hoy se conoce como Literatura Infantil, la publicación, por un lado, de Los viajes de Gulliver-Jonathan Swift- y, por otro, de Robinson Crusoe -Daniel Defoe-, claros ejemplos de lo que todavía hoy, son dos temas que reúne la LIJ: los relatos de aventuras y el adentrarse en mundos imaginados, inexplorados y diferentes.
Una vez llegado el siglo XIX con el movimiento romántico, arriba el siglo de oro de la literatura infantil. Son muchos los autores que editan sus obras con una extraordinaria aceptación entre el público más joven. Son los cuentos (Hans Christian Andersen, Condesa de Ségur, Wilhelm y Jacob Grimm y Oscar Wilde en Europa, y Pedro Antonio de Alarcón, Gustavo Adolfo Bécquer, Saturnino Calleja y Fernán Caballero en España) y las novelas como Alicia en el país de las maravillas -Lewis Carroll-, La isla del tesoro -Robert L. Stevenson-, El libro de la selva de Rudyard Kipling, Pinoccio -Carlo Collodi-, los folletines de aventuras de Alejandro Dumas (Los tres mosqueteros, El conde de Montecristo...) las escritas por Jules Verne (20.000 leguas de viaje submarino, La isla misteriosa, De la Tierra a la Luna) o Emilio Salgari (El corsario negro, Sandokán); Jack London; las novelas históricas de Walter Scott y sus discípulos: las novelas del oeste de Karl May, las novelas policiacas de Sherlock Holmes de Arthur Conan Doyle, las novelas góticas o de terror como Drácula o Frankenstein; Las aventuras de Tom Sawyer de Mark Twain, entre otras, las que propiciaron un contexto novedoso para la instauración de un nuevo género literario destinado al lector más joven en el siglo XX, donde la ingente producción de LIJ coexiste con las obras del género adulto.
Son muchas las obras de renombre por citar de la LIJ, como es el caso de Peter Pan, El Principito, El viento en los sauces, Pippi Calzaslargas, los libros de Guillermo de Richmal Crompton, los múltiples de Enyd Blyton, los cómics DC o Marvel, los de la Escuela Bruguera o la colección de relatos sobre la familia Mumin; en todas ellas destaca una nueva visión que ofrecer al pequeño lector, donde, además de abordar los temas clásicos como las aventuras o el descubrimiento de nuevos mundos, se tratan la superación de los miedos, la libertad, las aspiraciones, el mundo de los sueños y los deseos, como actos de rebeldía frente al mundo adulto.
Esta producción aumenta considerablemente en las décadas de los 70, 80 y 90, con autores como Roald Dahl, Gianni Rodari, Michael Ende, René Goscinny (El pequeño Nicolás), (Christine Nöstlinger, Laura Gallego García o Henriette Bichonnier entre otros. En este siglo XX, además, aparecen nuevos formatos de la LIJ gracias a las técnicas pictóricas y la ilustración de las historias, donde las palabras son acompañadas de imágenes que contextualizan la narración y aportando nexos de unión a la historia, es la aparición del libro-álbum o álbum ilustrado, género en el que destacan autores como Maurice Sendak, Janosch, Quentin Blake, Leo Lionni, Babette Cole o Ulises Wensell.
Ya, en el siglo XXI, la LIJ se encuentra muy consolidada dentro de los países occidentales, donde las ventas son enormes y la producción literaria vastísima. Una fuente básica de información sobre el tema en España es la revista CLIJ, Cuadernos de Literatura Infantil y Juvenil

## Historia de la literatura infantil en lenguas españolas
Según Carmen Bravo-Villasante pueden incluirse en el canon de la literatura infantil castellana de la Edad Media las versiones modernizadas de los Milagros de Nuestra Señora de Gonzalo de Berceo, las Cantigas ilustradas de Alfonso X el Sabio, el Romancero (por ejemplo, el romance del conde Olinos), cantares de gesta como el Poema de mio Cid o el Cantar de Roldán francés; el ciclo artúrico; El conde Lucanor o Libro de Patronio (1335) de don Juan Manuel, diversos fabularios como el Ysopete historiado (1489), que contiene la versión medieval de las Fábulas de Esopo, el Calila e Dimna, el Libro de los gatos, el Libre de les besties y la Doctrina pueril de Raimundo Lulio y los numerosos espejos de príncipes que entonces se compusieron, por ejemplo el Regimiento de príncipes de Francesc Eiximenis. Los libros de caballerías, en especial el Amadís de Gaula y las vidas de santos del Flos sanctorum también eran lo corriente.
Ya en el renacimiento, Montaigne escribía que su inclinación a los libros la debía a las Vidas paralelas de Plutarco y a las Metamorfosis de Ovidio que leía de niño, pero lo normal era, como declara Santa Teresa de Jesús, que los niños con posibles leyeran o se hicieran leer libros de caballerías, romances y pliegos de cordel como el Pierres y Magalona, La historia de la linda Melusina o La espantosa y admirable vida de Roberto el Diablo o los Disparates trovados (1496) de Juan del Encina. En español se pudieron leer diversas novelas bizantinas como el Teágenes y Cariclea, y las novelista sentimentales Grisel y Mirabella (1495) de Juan de Flores y Flores y Blancaflor (1564), pero nada hay comparable a los Diálogos familiares del humanista Luis Vives, las Epístolas familiares y otras obras de Antonio de Guevara, el Lazarillo de Tormes, los Pasos de Lope de Rueda, el Catón, El patrañuelo y el Portacuentos de Juan de Timoneda, distintas misceláneas como la Silva de varia lección de Pero Mexía y las de Luis Zapata y Antonio de Torquemada; por último, la novela pastoril Los cuatro libros de la Diana de Jorge de Montemayor y sus continuaciones.
En los siglos XVI y XVII continúa el Romancero siendo lectura predilecta de niños y mozalbetes, y se les añaden los villancicos. Algunos se incluyen en la novela Los pastores de Belén de Lope de Vega. Los Días geniales o lúdicos de Rodrigo Caro describen los juegos infantiles de la época. El Fabulario (1616) de Sebastián Mey vuelve a actualizar a Esopo. Interesante, pero aún no editado modernamente, es el León prodigioso de Cosme Gómez Tejada de los Reyes. Sin embargo no se publica en España como en otros países europeos el revolucionario Orbis pictus (1658) de Amos Comenius; tampoco se divulgan los cuentos de hadas de Charles Perrault, que hacen furor en la corte francesa de Luis XV.
En el ilustrado siglo XVIII se divulga el teatro de guiñol o "cristobalitos" y el de títeres. Hay que mencionar la Infancia ilustrada y niñez instruida (1729) de Juan Elías Gómez de Tejada, y desde luego las Fábulas en verso castellano (1781) de Félix María de Samaniego y las Fábulas literarias (1782) de Tomás de Iriarte. En 1798 José y Bernabé Canga Argüelles redactan la Gazeta de los Niños.
En el siglo XIX destaca Francisco Martínez de la Rosa con su Libro de los niños (1839). Intentos de revistas educativas infantiles son Museo de los Niños (1847), La Educación Pintoresca (1857) y Los Niños (1870). Antonio de Trueba escribió Los cuentos populares (1853), Los cuentos de colores (1866) y Las narraciones populares (1874). En 1861 imprime Juan Eugenio Hartzenbusch la primera edición de sus Fábulas y en 1864 Miguel Agustín Príncipe las suyas. En 1877 Fernán Caballero imprime sus Cuentos, oraciones, adivinanzas y refranes populares e infantiles y en 1874 Manuel Jorreto Paniagua imprime 27 Cuentos fantástico-morales ilustrados por él mismo, que tuvieron diez reimpresiones hasta fin de siglo y además ganaron un premio en la Exposición pedagógica de 1882. Escriben además Carlos Rubio (Colección de cuentos, 1868) y Peregrín García Cadena (Historias para todos, 1873). Así pues, el paisaje no estaba yermo cuando en 1876 se funda la primera editorial especializada en literatura infantil en España, la de Saturnino Calleja. En 1884 se añade además el creador del Ratoncito Pérez, el padre Luis Coloma, con sus Lecturas recreativas y Cuentos para niños de 1885 y 1888.
En el siglo XX se crean revistas infantiles como En Patufet (1904) en catalán y Gente menuda (1906) en castellano. Juan Ramón Jiménez imprime su Platero y yo en 1914. En 1919 Jacinto Benavente y Gregorio Martínez Sierra crean el "Teatro de los niños", y el primero escribe para él El príncipe que todo lo aprendió en los libros, entre otras. Salvador Bartolozzi crea un semanario de historietas, Pinocho, en 1917, y escribe alguna pieza de guiñol para niños. Ocasionalmente escriben piezas para niños Valle-Inclán (La cabeza de dragón, La marquesa Rosalinda), Ángeles Gasset, Eduardo Marquina (La muñeca irrompible) y Federico García Lorca, quien, aparte de sus piezas de guiñol, estrena la simbolista El maleficio de la mariposa. Más tarde harán colecciones de teatro infantil Micaela de Peñaranda y Lima, Alejandro Casona, las hermanas Gloria y Marisa Villardefrancos, Gloria Fuertes, Carola Soler y otros. En 1929 empieza Elena Fortún a escribir la serie de libros sobre Celia con Celia lo que dice. Algunas empresas, como la Editorial Molino y la Editorial Juventud, se dedican casi en exclusiva a colecciones de literatura infantil y juvenil. Escriben relatos para el público infantil, por mencionar solo a los que tienen cierta continuidad, Ana María Matute, María Luisa Gefaell, que escribe rústicos cuentos de hadas; Carmen Conde, Concha Castroviejo, Marisa Villardefrancos y Miguel Buñuel, quien logra su obra maestra con El niño, la golondrina y el gato. En 1952 José María Sánchez Silva tiene un gran éxito con Marcelino, pan y vino y gana en 1968 el Premio Andersen por su obra. José Mallorquí escribe sus novelas de El Coyote. Redactan asimismo literatura popular "de género" o pulp de cierta calidad escritores profesionales como Luis García Lecha (aventuras, ciencia-ficción, policiales y de terror); Juan Gallardo Muñoz, Francisco González Ledesma, Pascual Enguídanos y Carlos Saiz Cidoncha.
En 1958 se crea el Premio Lazarillo para el mejor libro infantil. Carmen Bravo-Villasante escribe su Historia de la literatura infantil española (1959), escribirá luego otra para la literatura infantil iberoamericana y publicará asimismo Antologías complementarias. Se crea el Premio Nacional de Literatura Infantil y Juvenil en sus modalidades de narrativa, teatro, poesía y ensayo, y hay otros, como el Premio Doncel. Llegada la democracia, surgen el premio Gran Angular, el Fundación SM y el Grupo Anaya para literatura infantil en castellano; el Premio Ramón Muntaner de Literatura juvenil en catalán y el Atrapallibres de infantil también en catalán, los premios Xerais para la literatura juvenil en gallego y se crean diversas colecciones; hay también autores especializados, como Gloria Fuertes, Montserrat del Amo, Carmen Kurtz, Juan Manuel Gisbert, Antonio García Teijeiro, Jordi Sierra i Fabra, Andreu Martín, Elvira Lindo, Fernando Lalana, Ana María Moix, Laura Gallego...
Surgen las primeras historietas en lenguas españolas en competencia con las extranjeras. Se hace rápidamente popular TBO; la editorial Bruguera empieza a publicar revistas infanto-juveniles como Pulgarcito, Din Dan, Tío Vivo y Mortadelo; también lo hacen Editorial Valenciana con revistas como Jaimito o Pumby, entre otras, y Ediciones Toray, que edita las Hazañas bélicas de Boixcar y otros títulos; surgen álbumes de héroes como El Guerrero del Antifaz, El Capitán Trueno, El Jabato, El Corsario de Hierro, Dani Futuro, Supernova, Mortadelo y Filemón, Zipi y Zape, Superlópez. Surgen otras revistas de cómic como El DDT, Trinca, Vampirella o 1984. Antonio Martín publica en 1978 su Historia del cómic español.

## Elección de textos para niños de 3 a 6 años
Los textos que se le ofrecen a los niños y niñas de 3 a 6 años están basados en el folklore. El folklore es algo que el niño/a ha vivido y sentido desde su nacimiento, por lo tanto es algo muy cercano a él. Servirá como instrumento de trabajo y al ser textos pertenecientes a la colectividad, al surgir de su propio contexto cultural, el niño/a verá en él algo suyo, no ajeno, por lo que no le inducirá a rechazarlo.
Aunque el folklore es ante todo oral, no impide que se trasvase al escrito. Si se tratase aparte, se estaría fragmentando arbitrariamente la relación existente entre lengua oral y escrita. El folklore constituye la base primordial de lo que debe ser la Literatura en estas edades.
Los textos en verso tienen ventajas, por su fijeza y por su mayor capacidad para el juego y la memorización. Los textos en prosa fundamentalmente cuentos, tienen su mayor oportunidad para la audición, aunque revisten menor fijeza lingüística que los versos, y, además, gozan de mayor facilidad para la adaptación por parte del narrador.
En estas edades, lo visual juega un papel muy importante en lo que se refiere a los cuentos. El niño observa las ilustraciones y re-crea el texto que acompaña a esa ilustración.

## Literatura para niños de 6 a 9 años

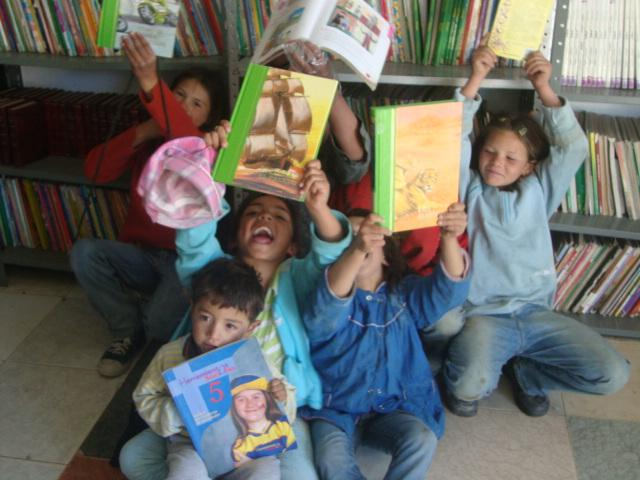
Niños leyendo.

Se concibe a la didáctica de la literatura como un campo particular cuya finalidad prioritaria es desarrollar los modos de acercamiento al fenómeno literario y, por consiguiente, conlleva una práctica de enseñanza específica en la que se relaciona a la literatura como actividad comunicativa- relacional y la didáctica como práctica comunicacional. Cada una integra modos de comunicación particular que se intersecan en el acto de enseñar.
Además se la considera como una disciplina teórico-práctica qué, en un contexto específico de enseñanza-aprendizaje, orienta a partir de diversos procesos comunicativos, el aprendizaje de lo literario y, en consecuencia, la construcción del conocimiento centrándose básicamente en el trabajo sobre el texto, contribuyendo así con el desarrollo de la capacidad crítica y creadora en los alumnos. Una forma de enseñar literatura sería la siguiente:Antes de la lectura de un cuento es necesario analizar lo que se presenta en la tapa realizando preguntas, como: ¿Qué se representa en la imagen? ¿De que se tratará el cuento? ¿Quién/es será/n el/los protagonistas?...Luego de la lectura que puede ser realizada por los alumnos o en el caso de primer grado por la docente, se le pide que contrasten lo que ellos habían pensado antes con lo que el cuento trataba en sí. Y que comenten cuál fue el problema que se presentó y cómo fue solucionado. Un cuento puede ser trabajado con muchos objetivos pero es necesario que todo lo anterior sea trabajado, más allá de los objetivos a desarrollar. Si la finalidad es enseñar su estructura, la tarea podría ser que cambien el final del mismo o directamente no dar a conocer el final para que cada niño lo elabore sobre la base de su imaginación, dando lugar de esta manera al desarrollo de la capacidad creativa. En el caso de trabajar un fonema se puede presentar un cuento corto con imágenes que tenga en la mayoría de las palabras el fonema que se pretende enseñar, luego de la lectura charlar sobre las acciones que realiza el personaje, pedir que identifiquen el fonema que más se repite y que marquen donde suena. A partir de esto se puede presentar un esquema combinando el fonema con cada una de las vocales en sus cuatro grafías. Como actividades se puede dar imágenes para que completen su nombre, entre otras, y como tarea se puede pedir la elaboración de oraciones que tengan palabras que lleven el fonema enseñado. Afirmamos que de esta manera se incentiva a que el alumno desarrolle su creatividad (estimulando su imaginación), realizando un reconocimiento gráfico-verbal (que consiste en relacionar grafemas con fonemas), y además se favorece a la ampliación del léxico (adoptando nuevas palabras).En este proceso el docente juega un papel primordial, ya que debe tener presente todos los aspectos a la hora de programar, temporalizar, seleccionar contenidos, etcétera, logrando una integración significativa y secuenciación de los contenidos apropiada al grupo-clase. Procurando que el alumno encuentre sentido a aquello que el docente, como guía, le va mostrando.
Antes de trabajar un texto es necesario realizar un análisis sobre el mismo teniendo en cuenta la correspondencia entre la edad de los alumnos y la lectura a presentar, además es necesario el conocimiento de los intereses del alumnado y de su nivel intelectual. A medida que la competencia lingüística y literaria crezca se le irán presentando distintos textos y trabajando de manera más compleja sobre los mismos. Desde el diseño del programa hasta el acto didáctico, la enseñanza debe ser concebida primordialmente, como la reunión de un grupo de lectores en la medida en que su finalidad prioritaria ha de ser la formación literaria de los educandos a partir del contacto con el texto; en una palabra, desarrollar no solo el conocimiento sino el placer por el texto. De este modo, la tarea del maestro es la de orientador, de guía que despierta la sensibilidad, la imaginación, la creatividad en este proceso comunicativo de enseñar-aprender, en el que ambos son partícipes.
En este nivel también se puede hablar de una estructura comunicativa que el maestro y el alumno comparten y en la que ambos tienen la función de emisor y receptor. Ésta se organiza a partir de ciertos componentes mediados por la conducta de cada uno, la actividad lingüística oral y escrita, así como el contexto y el contenido que les permite o bien ser transmisores o bien productores de textos. Para ello, es necesario que las actividades sean programadas para aprender a analizar textos y para producirlos, teniendo en cuenta que la literatura es tanto un proceso creativo como un objeto de enseñanza que tiene sus leyes propias, que impone procedimientos específicos para la lectura, la escritura, la enseñanza y la investigación. Los procesos psicológicos implicados en la adquisición del saber, se basan en cómo el alumno, sujeto de conocimiento, selecciona, asimila, adopta, transforma e incorpora los contenidos a su propia estructura cognoscitiva. Así, el aprendizaje de lo literario se logra no solo a partir del conocimiento de los textos, sino, especialmente, del planteamiento de nuevas preguntas que, a su vez, permiten la formulación de los problemas de manera diferente.
El aprendizaje escolar, centro de toda actividad didáctica, aparece como resultado de la interacción de tres elementos: el alumno, quien construye significados, los contenidos de aprendizaje, sobre los que el alumno construye los significados, y el docente, quien actúa como mediador entre el contenido y el alumno. Pensamos que en la manera planteada sobre el desarrollo de la enseñanza de la literatura se destacan todas estas cuestiones.

## La literatura para niños como mecanismo de educación social: el corral de la infancia
La literatura para niños ha tenido, tradicionalmente, un foco muy marcado en la transmisión de una moral específica. Con el pasar de los años, estas "morales" se han ido adaptando y es por ello que en muchos cuentos tradicionales, se han alterado los finales o incluso su núcleo argumental.
Jean Piaget ha demostrado que el niño "crea" como mecanismo natural para descubrir su entorno.
El escritor argentino Julio Cortázar dice al respecto:

Es verdad que si a los niños los dejas solos con sus juegos, sin forzarlos, harían maravillas. Usted vio cómo empiezan a dibujar y a pintar; después los obligan a dibujar la manzana y el ranchito con el árbol y se acabó el pibe.

La literatura para niños, ha funcionado como un mecanismo formativo-rector de adaptación del niño a su contexto social.
Las reflexiones de Graciela Montes en "El corral de la infancia" nos hacen conscientes de que hasta no hace mucho tiempo los niños vivían, en muchos sentidos, ignorados y marginados del mundo de los adultos, hasta que el desarrollo de la economía enfocada al mercado los hizo objeto de su interés y contribuyó a que los niños fueran "integrados" a la sociedad, como un nicho de mercado no explotado antes. Este cerco impuesto a la literatura llevó a la creación de la llamada "literatura infantil". Mas los niños, a pesar de su aparente inocencia, pueden ser para el orden instituido un peligro latente, esta situación, nos dice la autora, ha guiado a los censores literarios a vaciar a la "literatura infantil" de toda responsabilidad, compromiso y memoria, y a convertirla en un género sujeto a la comercialización y a las fórmulas fáciles y de rápido consumo. Fenómeno de suma importancia para la lectura pues al romperse el diálogo entre el emisor y el receptor se pierde también a esos futuros lectores potenciales que son los niños y los adolescentes.

## Tipos de literatura infantil
La literatura de niños puede ser dividida en muchas maneras, entre ellas por género.
Los géneros en la literatura infantil pueden ser determinados por la técnica, el tono, el contenido, o la extensión. Nancy Anderson, profesora asociada en el Colegio de Educación de la Universidad de Florida del Sur en Tampa, ha delineado seis categorías principales de literatura de niños, con algunos subgéneros significativos:[cita requerida]
- Los libros ilustrados, incluyendo libros de consejo (tabla), libros de concepto (la enseñanza de un alfabeto o el conteo), modelan libros y libros mudos.[cita requerida]

- Los tebeos, las historietas o comics, que les hacen aprender a leer con soltura y les inculcan la ortografía correcta de las palabras al asociar el dibujo de las figuras con las figuras de las letras.[cita requerida]

- Literatura tradicional: hay diez características de literatura tradicional: (1) autor desconocido, (2) introducciones convencionales y conclusiones, (3) vagos ajustes, (4) personajes estereotipados, (5) antropomorfismo, (6) causa y efecto, (7) final feliz para el héroe, (8) magia aceptada como normal, (9) breves historias con argumentos (complots) simples y directos, y (10) repetición de acción y modelo verbal. La mayor parte de la Literatura tradicional consiste en cuentos tradicionales, que transportan las leyendas, la aduana, supersticiones, y las creencias de personas en veces pasadas. Este género grande puede ser descompuesto en subgéneros: mitos, fábulas, baladas, música folklórica, leyendas, cuentos de hadas, fantasía, ciencia ficción, comedia, romance, etcétera.[cita requerida]

- Adaptaciones. Los clásicos deben con frecuencia ser adaptados y comprensibles para el niño para que puedan ser "adoptados". Pueden adaptarse en forma (visual en forma de cómics; teatral, escenificada o poética, rimándola) o en contenido, escogiendo lo más relevante para los gustos infantiles y evitando (solo hasta cierto punto, porque la literatura ha de ser también didáctica) el léxico y la sintaxis compleja. Las recopilaciones de mitos, leyendas, fábulas, cuentos de corta extensión o resumidos, variadas para que el niño pueda ir afinando su gusto, son lo más aconsejable.[cita requerida]

- Literatura popular: géneros desdeñados por la cultura oficial pero que son baratos y accesibles al gusto y al lenguaje sencillo de los niños: las novelas de aventuras, de espías, de guerra, del oeste, de ciencia-ficción, la novela policiaca, de terror, pulp, los tebeos o las fotonovelas.[cita requerida]

- Ficción, incluyendo los subgéneros de fantasía y ficción realista (tanto contemporánea como histórica). Este género también incluiría la historia de la escuela, un género único a la literatura de niños en la cual el internado es un ajuste común.

- Biografías, incluyendo autobiografías.

- Poesía y verso: tiene su origen en nanas y canciones populares. Autores conocidos son Rafael Alberti, con obras como «Se equivocó la paloma» o Gloria Fuertes, con obras como «Con un cero».[cita requerida]

- Teatro infantil: teatro para niños (realizado por adultos y destinado a un público infantil que es tan sólo espectador-receptor) y teatro de los niños (creado para ser escenificado por los pequeños). Incluye el teatro con muñecos (marionetas, guiñol, etcétera). Autores importantes fueron, entre otros: J. M. Barrie, Maurice Maeterlinck, Jacinto Benavente, Federico García Lorca, Ramón María del Valle-Inclán, Elena Fortún, Magda Donato y Carmen Conde.[cita requerida]

- Literatura basada en personajes de Youtube: para la infancia de hoy en día, los vídeos de Youtube, los juegos en línea, los juegos de consolas, etcétera, son los más usado y dejan atrás hábitos como la lectura, que a edades tempranas es fundamental para su progreso escolar, y han creado un tipo de literatura juvenil basada en aventuras de estos personajes, para que no sólo se vean con las pantallas sino también usando la lectura.[cita requerida]

## Objetivos
- Incentiva la creatividad, estimulando la imaginación y el ingenio para organizar eventos imaginarios en torno a un hilo conductor o tema central.
- Reconocimiento gráfico-verbal (relacionando grafemas con fonemas).
- Ampliación del léxico y las habilidades lingüísticas, principalmente los verbos.
- Fomenta el gusto por la lectura.
- Genera empatía, solidaridad, tristeza y/o alegría, dependiendo de lo que le pase a los protagonistas de la historia.
- Potencia la capacidad de análisis.
- Promueve el manejo de relaciones temporales.[2]

## Funciones
- Transmisión de valores
- Transmisión de la cultura